# Jeanette Covacevich
Vale Jeanette Adelaide Covacevich (* 26. März 1945 in Innisfail, Queensland; † 17. September 2015 in Brisbane, Queensland) war eine australische Herpetologin.

## Leben
1977 graduierte Covacevich zum Master of Science an der Griffith University in Brisbane, Queensland. Von 1978 bis 1984 war sie Sekretärin bei der Stradbroke Island Management Organisation. Von 1978 bis 1992 war sie Kuratorin für Reptilien und von 1992 bis zu ihrem Ruhestand im Jahr 2002 war sie Kuratorin für Wirbeltiere am Queensland Museum. Von 1988 bis 1990 war sie Präsidentin der Australian Society of Herpetologists (ASH). 1995 war sie Präsidentin der Royal Society of Queensland. Von 1996 bis 2002 war sie Mitglied im Unterausschuss für wissenschaftliche und klinische Notfälle des Graduate Medical Course der University of Queensland. Von 1997 bis 1999 war sie Mitglied im wissenschaftlichen Beirat des Queensland Nature Conservation Act.
Covacevichs Forschungsinteressen lagen hauptsächlich in der Taxonomie, Zoogeographie und der Erhaltung von australopapuanischen Reptilien, insbesondere aus Regenwäldern, Wüsten und Heidegebieten. Ihre Forschung umfasste auch die Geschichte der Aborigines, die Vergiftung durch Schlangenbisse sowie die Dokumentation der Reichweite und des Status der Queensland-Fauna, insbesondere der gefährdeten Wirbeltiere. Sie beschrieb 30 neue Schlangenarten. Covacevich war maßgeblich an der Erhaltung von Bioregionen wie dem Brigalow Belt, North Stradbroke Island und den Wet Tropics of Queensland beteiligt. Als Kuratorin am Queensland Museum erweiterte sie die Sammlungen von Reptilien und Fröschen von 7000 auf etwa 60.000 Exemplare.
Covacevich hatte eine lange Verbindung mit der Ärzteschaft als Expertin für Fragen der Vergiftung durch Schlangenbisse und der Identifikation von Schlangengiften. Sie war in vielen wissenschaftlichen und Naturschutzgesellschaften aktiv, einschließlich der Royal Society of Queensland, dem Queensland Naturalist’s Club, der Australian Society of Herpetologists und der Rainforest Conservation Society of Queensland.

## Ehrungen und Dedikationsnamen
Am 12. Juni 1995 erhielt sie die Auszeichnung Member of the Order of Australia (AM) in Anerkennung ihrer wissenschaftlichen Beiträge in den Bereichen Herpetologe und Naturschutz. 2002 erhielt sie die Medaille des Queensland Museums. Von 2002 bis 2015 war sie Ehrenwissenschaftlerin am Queensland Museum. 2003 erhielt die den Queensland Natural History Award des Queensland Naturalists’ Club. 2003 erhielt sie die Public Service Medal (PSM) für ihre außerordentlichen Verdienste als Mitarbeiterin am Queensland Museum. 2007 wurde sie mit der Australian Natural History Medallion des Field Naturalists Club of Victoria ausgezeichnet. 1994 wurde die Froschart Pseudophryne covacevichae und 2007 die Geckoart Oedura jacovae nach ihr benannt.